# Synodontis polystigma
Synodontis polystigma är en fiskart som beskrevs av Boulenger, 1915. Synodontis polystigma ingår i släktet Synodontis och familjen Mochokidae. IUCN kategoriserar arten globalt som livskraftig. Inga underarter finns listade i Catalogue of Life.